# 桝一市村酒造場
株式会社桝一市村酒造場（ますいち いちむら しゅぞうじょう）は、長野県上高井郡小布施町にある日本酒の造り酒屋。全量純米蔵である。

## 概要
小布施町の名産品である栗菓子を商う市村家が、江戸時代中期に興した酒の蔵元。現代の小布施町は、古風な街並みが保存されていて訪れる旅行者が多い。桝一市村酒造場も日本酒を醸造・出荷するだけでなく「本店」で直売しているほか、系列には宿泊ができる「桝一客殿」や飲食店「蔵部」などの観光施設がある。

## 沿革
- 宝暦5年（1755年）創業。
- 昭和26年（1951年）株式会社化。

## 銘柄
日本酒
- スクウェア・ワン
- 鴻山-大吟醸
- 碧い軒-大吟醸
- 白金-山廃桶仕込み
- 州-酒樽仕込み
- ろく-山廃桶仕込み
- はなしぼり